# Bolxoie Jírovo
Bolxoie Jírovo (en rus: Большое Жирово) és un poble de l'óblast de Kursk, a Rússia, que en el cens del 2010 tenia 542 habitants. Pertany al districte rural de Fatej.